# Tsikoudia

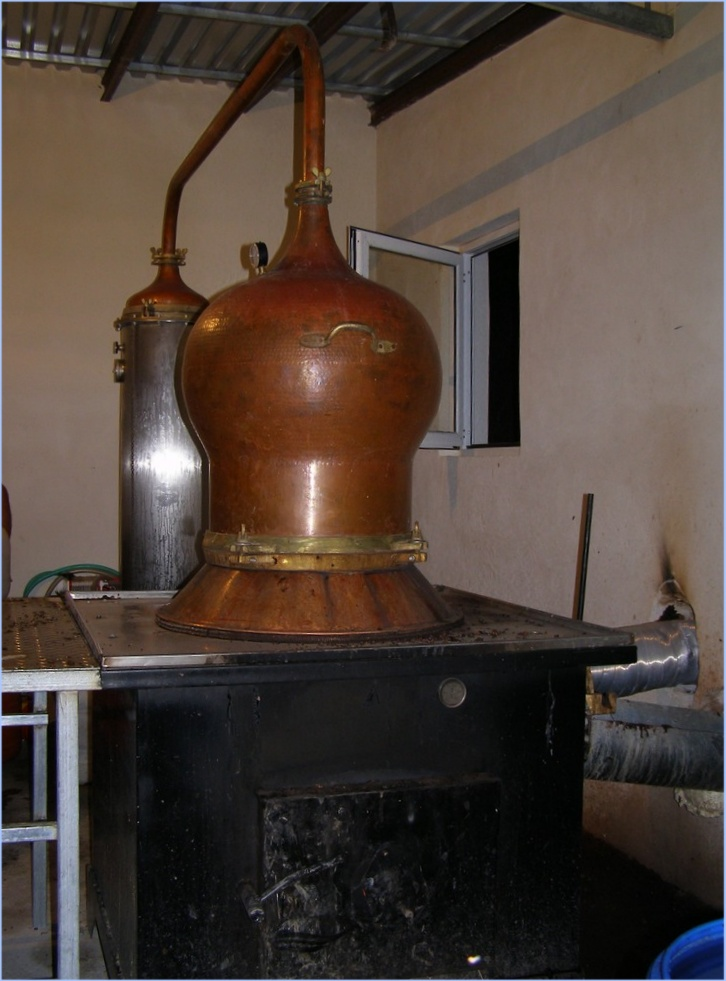
Rakí-Destillerie in Spili, Kreta

Tsikoudia (griechisch τσικουδιά), auch bekannt als Rakí (griechisch ρακή/ρακί), ist die kretische Variante des im restlichen Griechenland als Tsipouro bekannten Tresterbrands und gilt als etwas stärker als dieser. Rakí wird aus den Resten der Maische bei der Weinherstellung destilliert, ist klar und enthält zwischen 30 und 40 Volumenprozent Alkohol.
Rakí wird im Herbst nach der Weinlese- und -kelterei in Kupferkesseln aus Trester – den Pressrückständen der Weintrauben – destilliert. Um ein Anbrennen der Maische zu vermeiden, wird der Kesselboden oft mit Olivenholzzweigen ausgelegt. Die kommerziellen Brenner arbeiten in dieser Jahreszeit fast rund um die Uhr, um die große Menge von angebrachtem Trester zu verarbeiten.
Im Gegensatz zum türkischen Rakı enthält der kretische Rakí keinen Anis und unterscheidet sich auch in den Grundstoffen von diesem.
Rakí wird unverdünnt sowie verdünnt mit Wasser oder Eis getrunken, er ist das auf Kreta unvermeidliche Getränk, das zu jeder Begrüßung, jedem Abschied und nach dem Essen angeboten wird. Er wird häufig schwarz gebrannt und unter der Ladentheke in zweckentfremdeten Wasserflaschen oder Kanistern ohne Etikett verkauft. Qualität und Geschmack können sehr variieren, einen guten Rakí anbieten zu können oder angeboten zu bekommen ist eine Ehre. Geschmacklich ist guter Tsikoudia am ehesten mit dem italienischen Grappa vergleichbar. Durch Lizenz-Beschränkung von staatlicher Seite gibt es nur relativ wenige Familienbetriebe auf Kreta, die legal Rakí brennen dürfen.
Es gibt mehrere spezielle Varianten des Tsikoudia, wie z. B. den Mournorakí (μουρνορακή), der aus dem Westen Kretas stammt und aus Maulbeeren gebrannt wird, und den Rakomelo (griechisch ρακόμελο, von Rakí (griechisch ρακή) + Meli (griechisch μέλι) (Honig)), welcher mit Honig und einigen Gewürzen (Zimt, Kardamom) verfeinert und (vor allem im Winter) warm getrunken wird.